# جان چالمرز مک‌کول
جان چالمرز مک‌کول (انگلیسی: John McColl؛ زادهٔ ۱۷ آوریل ۱۹۵۲) نظامی و سیاست‌مدار اهل بریتانیا است. وی همچنین برندهٔ جوایزی همچون نشان حمام و نشان امپراتوری بریتانیا شده‌است.